# بريغابالين
بريغابالين (بالإنجليزية: Pregabalin)‏ هو شبيه لناقل العصبي حمض غاما-امينوبيوتريك (GABA) ويستخدم مضادًا للصرع ومهدئ لآلام الأعصاب ويستخدم كدواء إضافي في علاج الصرع الجزئي سواء إذا كان يتمدد ليصبح منتشرًا في كامل الجسم أو إذا بقي محصورا في منطقة واحدة من الجسد. يعتبر من الأدوية التي من النادر أن تستخدم لغايات الإدمان وفي حالات قليلة قد تسبب الإدمان في حال تعاطي جرعة عالية أو في حال استعمال الدواء على فترة طويلة. ويصنف الدواء كمادة مراقبة تحت الفئة الخامسة في الولايات المتحدة الأمريكية.

## الاستطبابات

### ألم الاعْتِلاَلِ العَصَبِيّ
توصي المنظمة الأوروبية لصحة الاعصاب باستخدام بريغابالين كخط أول لمعالجة الم الاعصاب الناتج عن اعتلال الأعصاب السكري، وفي مرحلة ما بعد الاعتلال الهربسي-العصبي، وألم الأعصاب المركزي. الادوية الأخرى التي تعتبر أيضا خط أول، بما في ذلك جابابنتين ومضادات الاكتئاب ثلاثية الحلقات، وترد على قدم مساواة الوزن كعوامل الخط الأول، وعلى عكس بريغابالين، تتوفر الأدوية بثمن رخيص. وليس من المستحسن استخدامه بالنسبة لبعض الأنواع الأخرى من ألم الاعتلال العصبي مثل الألم الذي يصاحب التهاب العصب الثالث أو عدوى فيروس نقص المناعة البشرية واستخدامه في السرطان المصاحب ألم الاعتلال العصبي لا يزال يثير الجدل. وليس هناك دليل على فائدته في الوقاية من الصداع النصفي وجابابنتين أيضا كان غير مفيد. لقد تم اختبار البريغابالين للوقاية من الألم المزمن بعد الجراحة، ولكن فائدته لهذا الغرض لم يتم اثباتها.
وعموما لا يعتبر بريغابالين دواء فعال في علاج الآلام الحادة المفاجئة. في التجارب السريرية لدراسة جدواه لعلاج الألم الحاد بعد العمليات الجراحية، لم يلاحظ أي تأثير على مستويات الألم الشاملة ولكن المرضى احتاجوا كميات أقل من المورفين وعانى عدد أقل منهم من الآثار الجانبية المرتبطة الأفيونية

### اضطرابات القلق
تم اثبات فاعلية الدواء في علاج اضطراب القلق العام وفي عام 2007 تمت الموافقة على استخدامه لهذا الغرض في الاتحاد الأوروبي وروسيا الاتحادية. المنظمة العالمية للصحة النفسية توصي باستخدام البريغابالين كخط أول ضمن عدة خيارات متاحة لعلاج اضطراب القلق العام ولكن توصي باستخدام ادوية أخرى لمعالجة اضطراب الوسواس القهري و اضطراب ما بعد الصدمة مثل ادوية اس اس ار أي. ويبدو ان الدواء يزيل القلق مثل ادوية البنزوديازيبام ولكن مع خطورة اقل من حصول إدمان على العلاج
الآثارالعلاجية للبريغابالين تظهر بعد 1 أسبوع من استخدامه وتشبه في فعاليته
لورازيبام lorazepam,،الألبرازولام alprazolam,،والفينلافاكسين venlafaxine,،ولكن أثبت البريغابالين التفوق من خلال إنتاج آثارعلاجية أكثر اتساقا لأعراض القلق النفسية والجسدية. وقد أظهرت التجارب على المدى الطويل استمرار فعالية جُرْعَةُ التَّحَمُّل (للأشعة) ،وبالإضافة إلى ذلك، على عكس البنزوديازيبينات فهو يحسن النوم ونوعيته من خلال اطالة مرحلة موجات النوم البطيئة و اثارها الجانبية على الجانب الحسي والمعرفي للمريض قليلة وإضافة لذلك يصعب استخدامها كادوية للإدمان لهذا فهي تفضل على البنزوديازيبات

## الآثار السلبية
التفاعلات الدوائية الضارة المرتبطة باستخدام الدواء ما يلي:
- شائعة جدًا أكثر من (10% من المرضى): دوخة، نعاس
- شائعة (1-10% من المرضى): عدم وضوح الرؤية، شفع، وزيادة الشهية وزيادة الوزن لاحقا، النشوة والارتباك، الأحلام، والتغيرات في الرغبة الجنسية (زيادة أو نقصان)، والتهيج، وترنح، والتغيرات الاهتمام والتنسيق غير طبيعي، ضعف الذاكرة والرعاش ورتة، parasthesia، والدوار، جفاف الفم والإمساك والقيء وانتفاخ البطن، وعدم القدرة على الانتصاب، والتعب، والطرفية وذمة، والسكر، والمشي غير طبيعي، والوهن زادت، التهاب البلعوم الأنفي، وارتفاع مستوى الكرياتين كينيز.
- نادرة (0,1-1% من المرضى): الاكتئاب والخمول، والإثارة، فقد هزة الجماع، والهلوسة، رمع عضلي، hypoaesthesia، hyperaesthesia، عدم انتظام دقات القلب، زيادة إفراز اللعاب، نقص سكر الدم، التعرق واحمرار الوجه، والطفح الجلدي، تشنج العضلات، ألم عضلي، ألم مفصلي، سلس البول، عسر التبول، قلة الصفيحات.
- نادرة (<0.1% من المرضى): العدلات، أول درجة كتلة القلب، انخفاض ضغط الدم، ارتفاع ضغط الدم، التهاب البنكرياس، عسر البلع، قلة البول، انحلال الربيدات، وأفكار انتحارية أو السلوك.[22]

### الجرعة الزائدة
العديد من مرضى الفشل الكلوي اصيبوا برمع عضلي بسبب تراكم الدواء التدريجي في الجسم.التسمم بجرعة عالية من الدواء قد تؤدي إلى النعاس وارتفاع نبضات القلب، وفرط البلازما.

### ايقاف العلاج
العديد من المرضى الذين توقفوا عن استخدام الدواء بعد فترة قصيرة أو طويلة من بدء العلاج عانوا من اعراض الانسحاب من العلاج كالارق، والصداع، والغثيان، والقلق، والإسهال، اعراض الإنفلونزا، والعصبية، والاكتئاب، والألم، والتشنج، فرط التعرق والدوخة.

## علم الدواء

### الدوائية
مثل جابابنتين، الدواء بربط مستقبلات α 2 δ (ألفا-2-دلتا) الوحيدات من قناة الكالسيوم التي تعتمد على الجهد في الجهاز العصبي المركزي. بريغابالين يقلل من إطلاق النواقل العصبية بما في ذلك الغلوتامات، بافراز، مادة P و الكالسيتونين الببتيد الجينات ذات الصلة.
ولكن، على عكس المركبات مزيلة القلق (على سبيل المثال، البنزوديازيبينات) التي تمارس تأثيراتها العلاجية من خلال الربط إلى GABA A، الدواء لا يربط مباشرة إلى هذه المستقبلات ولا يقوي تياراتGABA A أو يؤثر على عملية التمثيل الغذائي GABA (شركة فايزر، 2006). ونصف عمر الدواء هو 6.3 ساعة.

### حركيات الدواء

#### امتصاص
يمتص بسرعة عندما يعطى على معدة فارغة، ويصل تركيزه في البلازما الذروة خلال ساعة واحدة. وتقدر كمية الدواء المتوافرة عن طريق الفم بأكبر من أو يساوي 90% من الجرعة بغض النظر عن مقدار الجرعة. وينخفض معدل امتصاص الدواء عندما يعطى مع الطعام مما يؤدي إلى انخفاض في تركيزه الاقصى في البلازما بما يقرب من 25-30% وتأخير في وقت الوصول لاعلى تركيز مقداره ساعتان ونصف، ولكن ليس له تأثير كبير سريريا على مدى الامتصاص.

#### توزيع
لقد اثبت بان الدواء يجتاز حاجز الدم-الدماغblood–brain barrier في الفئران والجرذان والقرود كما انه وجد في حليب الجرذان المرضعة وكذلك يجتاز المشيمة في الفئران.حجم التوزيع للدواء بعد جرعة من الفم هو 0.56 كغ/لتر ولا يرتبط ببروتينات البلازما.

#### الأيض
بريغابالينلا يخضع للايض في الإنسان وفي التجارب باستخدام تقنيات الطب النووي اثبت ان ما يقرب من 98% من النشاط الاشعاعي في البول كان من الدواء نفسه الذي اخرج من الجسم كما هو دون التعرض للايض.و ابرز مركب ناتج من عملية الايض هو ن-ميثل بريغابالين ويشكل اقل من ال2% الباقية.

#### إفراز
يتم التخلص من الدواء بشكل رئيسي عن طريق الكلى. الازلة الكلوية هي 73 مل/دقيقة.

## التاريخ
اكتشف بريغابالين من قبل الصيدلي ريتشارد بروس سيلفرمان في جامعة نورث وسترن في الولايات المتحدة. وتمت الموافقة على الدواء في الاتحاد الأوروبي في عام 2004. تلقى بريغابالين موافقة الولايات المتحدة FDA للاستخدام في علاج الصرع، و السكري و ألم الاعتلال العصبي، والألم العصبي التالي في ديسمبر 2004، وظهرت في السوق الأمريكية في خريف عام 2005.
في يونيو 2007، وافقت إدارة الأغذية والعقاقير على ليريكا لعلاج الألم الليفي العضلي. و كان أول عقار تتم الموافقة له وبقي الوحيد فقط حتى اكتسب دواء ديولوكستين موافقة إدارة الاغذية والعقاقير لعلاج الألم الليفي العضلي في يونيو 2008.
أصبحت الإصدارات العامة من الدواءمتاحة في روسيا في عام 2001، في كندا في عام 2013، ومن المتوقع أن تصبح متاحة في الاتحاد الأوروبي والولايات المتحدة في عام 2016 و 2018 على التوالي.

## المجتمع والثقافة

### موافقة الجهات الرقابية
في الولايات المتحدة، إدارة الغذاء والدواء وافقت (FDA) على استخدام الدواء علاجًا مساعدًا للبالغين مع ظهور الصرع الجزئي، وإدارة الألم العصبي التالي وألم الأعصاب المرتبط بإصابات الحبل الشوكي والأعصاب المحيطية السكري، وعلاج الألم الليفي العضلي. كما تم الموافقة على بريغابالين في الاتحاد الأوروبي وروسيا (ولكن ليس في الولايات المتحدة) لعلاج اضطراب القلق العام.

## الوضع التنظيمي

### الولايات المتحدة الأمريكية
بريغابالين هو دواء مراقب ضمن الفئة 5 في الولايات المتحدة الامركية ويصنف كمثبط للجهاز العصبي المركزي، احتمال اساءة استخدامه اقل من البنزوديازيبام وتاثير النشوة الذي ينتج من استخدامه يختفي مع الاستخدام الطويل للدواء.

### التسويق
يتم تسويق بريغابالين تحت العلامة التجارية ليريكا من قبل شركة فايزر. ذكرت فايزر بحسب المجلس الاعلى للتعليم ان هذا الدواء يعالج الصرع، الالم العصبي التالي، اعتلال الاعصاب المحيطية للسكري، والالم العصبي الليفي.تم استخدام الدواء لغايات أخرى غير مثبته حتى عام 2009 , و لذلك وبالإضافة ل 3 ادوية أخرى فقد غرمت شركة فايزر مبلغ $2.3 بليار دولار من قبل وزارة العدل الامركية. وصلت مبيعات الدواء ل $3.063بليارعام 2010 في أمريكا. ليريكا هو واحد من 4 ادوية تنتجها شركة فارماسيا وأبجون وهي شركة تابعة لفايزر وقد اقرت عام 2009 بانها مذنبة بمحاولة الاحتيال والتضليل ووافقت فايزر على دفع مبلغ 2.3 مليار دولار في تسوية والدخول في معاهدة سلامة الشركات بسبب الادعاءات الكاذبة المقدمة إلى برامج الرعاية الصحية الحكومية التي لم يوافق عليها من قبل إدارة الغذاء والدواء في الولايات المتحدة.

### الملكية الفكرية
اخترعت جامعة نورث وسترن الدواء وحصلت على براءة اختراع على ذلك، وهو مرخص حصرا لشركة فايزر. و براءة الاختراع هذه، جنبا إلى جنب مع براءات أخرى، ,كانت تتحدى من قبل الشركات المصنعة العامة وقدأيدت في عام 2014، مما مكن فايزر من امتلاك الليريكا في الولايات المتحدة لغاية عام 2018.